# Metirozin
A metirozin a pheochromocytoma(en) okozta magas vérnyomás elleni gyógyszer. Használják tumoreltávolító műtét előkészítésére, és a pheochromocytoma krónikus kezelésére olyan esetekben, amikor a műtét ellenjavallt.
A metirozin ellenjavallt esszenciális hipertónia(en) kezelésére, azaz amikor a magas vérnyomás az elsődleges betegség, és nem más betegség következménye.

## Működésmód
A pheochromocytoma a mellékvesevelő daganata, mely a katekolaminok túltermelését okozza. A kotekolaminok – levodopa,  dopamin, noradrenalin, adrenalin – túlzott mennyisége magas vérnyomást, emelkedett pulzust, fejfájást, hányingert okoz.
A katekolaminokat a szervezet tirozinból kiindulva állítja elő a tirozin hidroxiláz(en) enzim segítségével. A metirozin ezt az enzimet gátolja. A tirozin hidroxiláz határozza meg a katekolamin-szintézis sebességét.

## Mellékhatások, ellenjavallatok
12 éves kor alatt, terhesség és szoptatás esetén a metirozin – elegendő számú kísérlet és tapasztalat híján – ellenjavallt. Ugyancsak hiányoznak a hosszú idejű szedés tapasztalatai.
Műtéti altatás közben szívritmuszavar léphet fel, mely béta-blokkoló vagy lidokain adását teheti szükségessé.
A műtét alatt és után a létfontosságú szervekben alacsony vérnyomás léphet fel, mely nagyobb mennyiségű vér adását teheti szükségessé.
A metirozin – mely önmagában is nyugtató, kábító hatású, különösen a szedés első 2–3 napján –, növelheti az alkohol és a központi idegrendszerre ható nyugtatók hatását. A metirozin szedésének abbahagyása után rövid ideig álmatlanság léphet fel olyan betegeknél is, akik nem érzékeltek kábító hatást a szedés alatt.
A katekolamin előállításának gátlása miatt kölcsönhatás léphet fel fenotiazinokkal és a haloperidollal.
A betegek 10%-ánál jelentkeztek extrapiramidális(en) tünetek (nyálazás, beszédnehézségek, remegés), amit néha szájzár(en) kísért. Ugyancsak a betegek 10%-ánál jelentkezett hasmenés, ami néha gyógyszeres kezelést igényelt.

## Adagolás
A szokásos kezdő adag 4×250 mg, ami 250–500 mg-os lépésekben emelhető napi 4 g-ig. A napi optimális adag 2–3 g.
Kutyákban az emberéhez hasonló metirozinadag mellett gyakori a crystalluria(en), ami néha emberen is jelentkezik. A vizeletbeli kristálykiválás megelőzésére a betegnek legalább napi két liter folyadékot javasolt innia, különösen akkor, ha napi 2 g-nál nagyobb adag metirozint szed.

## Készítmények[2]
- Demser
- Methyltyrosine

Magyarországon nincs forgalomban.